# Barbara Dane
Barbara Dane, geboren als Barbara Jean Spillman (* 12. Mai 1927 in Detroit, Michigan, USA; † 20. Oktober 2024 in Oakland, Kalifornien, USA) war eine US-amerikanische Musikerin, Musikproduzentin und Aktivistin für verschiedene linke Ziele, so zum Beispiel in der Friedensbewegung. Ihre musikalischen Schwerpunkte als Sängerin und Gitarristin liegen in den Stilrichtung Blues, Jazz und Folk. Als prononcierte Stimme der US-amerikanischen Bürgerrechts- und Friedensbewegung erreichte sie in den 1950er- bis 1970er-Jahren den Zenit ihrer Bekanntheit. Beachtung fand auch das 1970 zusammen mit ihrem Ehemann Irwin Silber gegründete Musiklabel Paredon Records.

## Biografie

### 1927 bis 1960
Barbara Dane, ursprünglich: Barbara Jean Spillman, wurde am 12. Mai 1927 in Detroit als ältestes von drei Geschwistern geboren. Ihre Eltern stammten aus Arkansas und waren Mitte der 1920er nach Detroit gezogen. Der Vater – ursprünglich Farmer – hatten sich aus bescheidenen Verhältnissen zum Apotheker hochgearbeitet und unterhielt in einem ärmeren Viertel am Rand von Detroit eine Drogerie, in der beide Eltern mitarbeiteten. Zu ihrer Kindheit und Jugend bemerkte sie später, dass die Armut an allen Ecken und Enden greifbar gewesen sei. Ebenso Rassismus, der vom lokalen Ableger des Ku-Klux-Klan, der Black Legion, ebenso befördert worden sei wie durch antisemitische Agitatoren wie etwa den katholischen Priester Father Coughlin oder die politische Rhetorik von Henry Ford.
Musikalisch bereits früh interessiert, absolvierte sie das Erlernen der dazugehörenden Fähigkeiten auf einer offiziellen und einer informellen Ebene. Bereits mit vierzehn hatte sie Gesangsunterricht auf einer Musikschule. Ihr dortiger Gesangslehrer war allerdings auf Belcanto spezialisiert – während Dane nicht die Absicht hatte, eine Belcanto-Sängerin zu werden. Parallel knüpfte sie Kontakte zur örtlichen Blues-Szene – wie beispielsweise einem Plattenladen, der unter anderem Veröffentlichungen von Big Bill Broonzy und Big Joe Turner im Angebot hatte. Mit achtzehn schloss sie sich der Kommunistischen Partei an. Nach der High School nahm sie zudem an Demonstrationen teil sowie Gewerkschafts-Aktionen – etwa zur Unterstützung bei Streiks. Ihr erstes Konzert absolvierte sie bei einer linken Jugendorganisation. Kennen lernte sie zu dieser Zeit unter anderem Pete Seeger – einen der bekannteren Exponenten des politisch engagierten Protestlieds.
1949 zog Barbara Dane nach San Francisco und gründete dort ihre eigene Familie. 1951 gewann sie einen von KGO/ABC initiierten Talentwettbewerb. Ihre Beteiligung an einer der damaligen Folk-Gesangsformationen nach Art von Pete Seegers Weavers endete allerdings mit einem abrupten Rauswurf aus der Gruppe. Hintergrund war Danes zuvor erfolgter Ausschluss aus der Kommunistischen Partei. Lou Gottlieb, der Leiter des Quartetts mit dem Namen Gateway Singers, ergänzte den Rauswurf mit der Bemerkung, als Parteimitglieder dürften sie mit ihr eigentlich gar keinen Kontakt mehr aufrechterhalten. Rückblickend führte Barbara Dane diese Episode zurück auf Infiltrationsaktivitäten des FBI, welches zu jener Zeit auch die örtliche Parteigruppe im Visier hatte.
In der Folge fokussierte sich die Sängerin verstärkt auf das Mitte der 1950er Zulauf gewinnende Interesse in den Sparten Blues und Jazz. Die musikalische Szenerie, in der sie sich zunehmend einen Namen machte, war stilistisch heterogen. Neben klassischen Bluesmusikern wie Memphis Slim, Willie Dixon und Lightnin’ Hopkins gehörten ihr Oldtime-Jazz-Musiker wie George Lewis, Kid Ory, Turk Murphy, Burt Bales, Bob Mielke und andere Größen des Jazz-Revivals an. Hinzu kamen Swingband-Orchesterleiter wie Gene Krupa, Jack Teagarden, Earl Hines und Louis Armstrong, Standup-Comedians wie der kontroverse Komiker Lenny Bruce sowie Folk-Musiker wie Pete Seeger, Woody Guthrie und andere. 1958 bot sich ihr schließlich die Chance, im Vorprogramm von Louis Armstrong zu spielen – ein Engagement, dass Dane schließlich den Durchbruch brachte als national bekannte Musikerin.
Aus ihrer gesellschaftskritischen Haltung machte sie auch in ihrer Aufstiegsphase als Musikerin kein Geheimnis. Trotz der Protegierung seitens Louis Armstrongs zog das US-Außenministerium eine bereits getätigte Teilnahmezusage für eine mit Armstrong zu absolvierende Europa-Tournee wieder zurück. Danes Meinung zufolge war die Tournee lediglich eine Instrumentalisierung des schwarzen Jazzstars zu dem Zweck, die rassischen Probleme innerhalb der USA herunterzuspielen. Umgekehrt führte gerade ihr progressiver Ruf zu Einladungen und Auftritten. Eine Momentaufnahme ihres zwischenzeitlich erreichten Bekanntheitsgrads war eine längere Story über sie in dem renommierten afroamerikanischen Jazzmagazin Ebony, die im Jahr 1959 erschien.
Im selben Jahr erfolgte ein Auftritt auf dem ersten Newport Folk Festival. Ungeachtet ihrer Verwurzelung in Blues, Jazz und Gospel integrierte sie sich rasch in die sich formierende Hootenanny-Bewegung – eine informelle Bewegung mehr oder weniger gesellschaftskritischer Folksinger sowie Gesangsformationen. Der Begriff bezog sich auf die geselligen, stark auf den Kontakt zwischen Publikum und Künstlern fokussierten Darbietungsformen innerhalb dieser Szene. Danes Auftritt auf dem Newport-Festival blieb ihr einziger. Der Grund: kritische Äußerungen über die Geschäftspraktiken von George Wein, einem der beiden maßgeblichen Festivalorganisatoren. Darüber hinaus boykottierte sie zusammen mit Joan Baez und anderen die erfolgreiche ABC-Fernsehshow Hootenanny, weil deren Verantwortliche zu offen gesellschaftskritische Künstler wie beispielsweise Pete Seeger auf schwarze Listen gesetzt hatten und so von der Show-Teilnahme ausschlossen.

### 1960 bis 1970
1961 war Barbara Dane zum zweiten Mal verheiratet und hatte drei kleine Kinder. Um Familienleben und Musik besser miteinander vereinbaren zu können, gründete sie einen Club mit dem Namen Sugar Hill. Neben eigenen regelmäßigen Auftritten – zusammen mit ihren beiden Stamm-Musikern Kenny „Good News“ Whitson am Piano sowie dem ehemaligen Duke-Ellington-Bassisten Wellman Braud – absolvierten dort zahlreiche Blues-Größen der Anfangs-1960er Live-Konzerte. unter anderem: Jimmy Rushing, Mose Allison, Mama Yancey, Tampa Red, Lonnie Johnson, Big Mama Thornton, Lightnin Hopkins, T-Bone Walker, Sonny Terry und Brownie McGhee. Letztlich konnte sich das Sugar Hill nicht dauerhaft halten: Der mit an Non-Profit-Prinzipien orientierten Reglements geführte Auftrittsort musste nach einem Jahr bereits wieder schließen.
Barbara Danes Schallplattenveröffentlichungen von Ende der 1950er bis Mitte der 1960er waren in stilistischer Hinsicht stark heterogen und wurden auch von der Sängerin selbst unterschiedlich gewertet. Ihr 1959 veröffentlichtes Album Living the Blues etwa habe sie letzten Endes nur deswegen gemacht, weil der Produzent der Ansicht gewesen sei, sie solle sich in den Bereich Jazz hinein weiterentwickeln. 1962 erschien ein ähnliches Album – On My Way, das auch eine Live-Version eines ihrer bekanntesten Stücke, I’m on My Way, mit enthielt. Gleichzeitig blieb On My Way das einzige Album, dass sie für Capitol Records einspielte. Als Nachfolger erschien 1962 When I Was a Young Girl – eine Platte mit Folksong-Traditionals und vorgetragen mit spartanisch gehaltener Akustik-Instrumentierung.
Als politisch profilierte Folk-, Blues- und Jazzsängerin war Barbara Dane zwischenzeitlich ein prominentes Mitglied der US-amerikanischen Bürgerrechts- und Anti-Vietnamkriegsbewegung. Während des Freedom Summer 1964, der dem Zweck diente, afroamerikanische Wahlberechtigte zum Gang an die Wahlurnen zu motivieren, trat sie in Kirchen im Bundesstaat Mississippi auf und absolvierte zusammen mit Vietnam-Kriegsgegnern Auftritte in Kaffeehäusern. 1966 avancierte sie zur ersten US-Musikerin, die offiziell eine Einladung nach Kuba erhielt. In einem 2017 ausgestrahlten Radio-Portrait erläuterte sie den informellen Verlauf ihres Kuba-Aufenthaltes mit folgender Anekdote: „(…) Als wir zurück zum Hotel kamen, stand dort Fidel Castro auf der Treppe, um meine Hand zu schütteln. Er dankte mir dafür, dass ich die Tour gemacht habe. Dann wollte er sich noch unterhalten, und wir sind mit der Filmemacherin Isabella Bravo und ihrem Assistenten auf das Zimmer gegangen. Im Fahrstuhl dachte ich noch: O nein – das Zimmer hängt voll mit meiner nassen Unterwäsche. Wir wollten ja eigentlich zurückreisen, und da hatte ich meine Sachen gewaschen und sie über die Lampen gehängt. Aber wir haben uns trotzdem drei Stunden unterhalten. Das war ein einmaliger Moment.“
Im Verlauf ihres Kuba-Aufenthalts erhielt die Sängerin von Castro die Zusage, dass ihr halbwüchsiger zweiter Sohn, Pablo Menendez, sein Studium in Kuba absolvieren könne. Zeitlich an diesen an schlossen sich weltweite Auftritte sowie ein verstärktes Engagement im Rahmen der Bewegung gegen den Vietnamkrieg. Dane nahm teil an einem Austausch mit ähnlich gesinnten Musikern und absolvierte unter anderem Konzerte in West- und Osteuropa, Mexiko, Nicaragua sowie in Nordvietnam Einher ging dieses Engagement mit der Adaption internationaler Lieder, welche sie entweder in der Originalsprache vortrug oder aber mit englischen Texten versah. Während dieser Zeit lernte sie den griechischen Komponisten Mikis Theodorakis kennen, für dessen Komposition Romiossini sie in Florenz und New York City Auftritte absolvierte.
Stilistisch hatte sich Barbara Dane im Verlauf der 1960er zunehmend von den Jazz-Wurzeln ihres Oeuvres abgewandt und stattdessen eine zunehmende Hinwendung zu Folkmusik und Protestsongs vollzogen. Im Zug ihres Engagements in der Antikriegs-, Hippie- und Bürgerrechtsbewegung lernte sie Irwin Silber kennen, Chefredakteur des Singer- & Folkmagazins Sing Out! und politisch ebenfalls linksorientiert. Dane und Silber heirateten 1964 und blieben bis zu Silbers Tod 2010 zusammen. Gemeinsam veröffentlichten sie 1969 das Vietnam Songbook – eine Sammlung von über 100 Protestsongs gegen den Vietnamkrieg. Als Alben erschienen in der zweiten Hälfte der 1960er zwei Kollaborationen: eine Mitarbeit an einem Album von Lightnin’ Hopkins und eine Einspielung zusammen mit den Chambers Brothers.

### Seit 1970
Ab 1970 konzentrierten sich Dane und Silver zunehmend auf ein neues, von ihnen begründetes Label mit dem Namen Paredon Records. Zielsetzung war, den Bekanntheitsgrad von Musikern und Sängern, die sich mit den weltweiten Befreiungsbewegungen solidarisierten, zu erhöhen. Betrieben wurde Parendon von der damaligen, im Brooklyner Stadtteil Cobble Hill gelegenen Wohnung der beiden aus. In der Praxis waren die gesetzten Ansprüche allerdings sehr kräftezehrend. Nach mehreren Dutzend Paredon-Alben, darunter drei eigenen, beschloss die Sängerin 1977, sich wieder verstärkt ihrer eigenen Musik zuzuwenden; Dane und Silber verlagerten ihren Lebensmittelpunkt zurück nach Kalifornien. Das Paredon-Ouevre wurde Teil von Folkways Records und war, nach dessen Übernahme durch die Smithsonian Institution 1984, unter dem Namen Smithsonian Folkways integraler Bestandteil einer öffentlich finanzierten Bildungseinrichtung.
Anfang der 1970er absolvierte Barbara Dane weitere internationale Auftritte – unter anderem auch in Europa, darunter das Festival des politischen Liedes 1972 in Ost-Berlin. In Spanien gab sie während der Spätphase der Franco-Diktatur heimlich Konzerte. Ihr politisches Engagement während dieser Zeit dokumentierten zwei Alben: FTA! Songs of the GI Resistance von 1970 enthielt Anti-Kriegssongs von GI’s. Die ebenfalls bei Paredon veröffentlichte LP I Hate the Capitalist System zwei Jahre darauf enthielt gleichfalls eine Sammlung unterschiedlicher Protestlieder.
Ab der zweiten Hälfte der 1970er fiel die engagierte Musikaktivistin zunehmend der Vergessenheit anheim. Ihr Werk – politisch dem Working Class Movement verpflichtet und dem Zeitgeist eher mit Gleichgültigkeit gegenüberstehend – entsprach nicht mehr den gängigen Publikumserwartungen. Ungeachtet der veränderten Großszenerie im Musikgeschäft folgten bis 2016 weitere Veröffentlichungen – darunter Liveaufzeichnungen, Nachpressungen von Originalalben, Kompilationen sowie Veröffentlichungen von lange zurückliegendem Material wie beispielsweise das 2004 erschienene Album Barbara Dane – Live! at the Ash Grove: New Years Eve 1961-62, welches einen Neujahrsauftritt in dem in Los Angeles ansässigen Musikclub Ash Grove dokumentierte. Im Dezember 1997 absolvierte sie ein Solo-Konzert in der Casa de las Américas in Havanna. Zwischenzeitlich weit über siebzig, engagierte sie sich im neuen Jahrtausend zunehmend im Rahmen von Musik-Workshops – wie etwa an der Presidio Middle School in San Francisco, wo sie Themen unterrichtete wie „Die Lieder von Frieden und Krieg“. Im Sommer 2016 veröffentlichte Barbara ein Jazzalbum mit dem Titel Throw It Away .... Begleitet wurde sie dabei von einem Jazztrio unter der Leitung der Pianistin Tammy Hall.
2022, zu ihrem 95. Geburtstag, erschienen zwei Werke mit autobiografischem beziehungsweise dokumentarischem Charakter. Das erste war Barbara Danes Autobiografie mit dem Titel The Bell Still Rings. Im gleichen Jahr erschien der Dokumentarfilm The 9 Lives of Barbara Dane. Regie führten die beiden Dokumentarfilmer Maureen Gosling und Jed Riffe. Die Premiere erfolgte auf dem kalifornischen Mill Valley Film Festival; zu Wort kommen in ihr unter anderem Zeitzeugen wie die Bluessängerin Bonnie Raitt und die Schauspielerin Jane Fonda.

### Privates
Barbara Dane war dreimal verheiratet: mit Rolf Cahn, dem Juwelier Byron Menendez und mit Irwin Silber. Aus ihrer ersten Ehe mit dem jüdischen NS-Flüchtling, Aktivisten und Folksänger Rolf Cahn hat sie einen Sohn – Jesse Cahn, der ebenfalls eine Karriere als Folksänger verfolgte. Ihre Tochter Nina Menendez arbeitete unter anderem als künstlerische Leiterin des Bay Area Flamenco Festival und Festival Flamenco Gitano; darüber hinaus war sie auch an der Produktion des Dokumentarfilms The 9 Lives of Barbara Dane mit beteiligt. Danes Sohn Pablo Menendez blieb nach seinem Studium in Kuba und ist dort als Musiker tätig – unter anderem als Mitglied des Jazz-Salsa-Septetts Mezcla. Ihr Enkel Osamu Menendez Santana ist Mitglied der kubanischen Rockgruppe Havanna. Sie starb im Oktober 2024 im Alter von 97 Jahren in Oakland.

## Stil, Selbstverständnis und Medienresonanz
Obwohl Barbara Dane zu Zeiten der Bürgerrechtsbewegung und des Engagements gegen den Vietnamkrieg einen vergleichsweise hohen Bekanntheitsgrad genoss, ist ihr Name heute eher Experten geläufig als einem breiteren Publikum. Stilistisch deckt ihr Ouvre unterschiedliche Stile und Richtungen ab – von Oldtime-Jazz und Swing über Blues bis hin zum politisch engagierten Protest- und Folksong. Das Gros ihrer Originalalben ist zwischenzeitlich in Form von Wiederveröffentlichungen zugänglich und wird von unterschiedlichen Labels distributiert. Die mit ihrem Namen verbundenen Einordnungen sind allgemein zwar von Wertschätzung getragen, variieren in der Schwerpunktsetzung allerdings deutlich – je nachdem, ob ihre Zeit als Jazzsängerin im Mittelpunkt steht oder aber ihr Engagement als Folk- und Protestsängerin.
Über den Jazz als Musikrichtung äußerte sich die Sängerin wie folgt: „Wenn man synchron mit vier oder fünf anderen Leuten spielt, das ist so ein tolles Gefühl. Während des Songs spielt jeder ein Solo und alle anderen unterstützen den Solisten. Am Ende spielen alle wieder zusammen und dabei entsteht einfach wunderbare Musik. Eine Jazzband ist für mich ein Beispiel für eine perfekte Gesellschaft: Jeder einzelne bekommt eine Chance und wird von allen anderen unterstützt.“ Der Jazz-Kritiker Leonard Fedder charakterisierte sie als „Bessie Smith in Stereo“, der Blues-Autor Lee Hildbrand als die „vielleicht beste lebende Interpretin des klassischen Blues der 20er Jahre“.
Die Journalistin Anke Behlert führte als Gründe dafür, dass sie in Vergessenheit geraten sei, vor allem ihr überdurchschnittliches Engagement in der amerikanischen Arbeiter- und Bürgerrechtsbewegung zurück. Befragt zu dem Thema Schwarze Listen und Überwachung, äußerte die Sängerin die Vermutung, sie sei periodisch immer wieder überwacht worden. Als Grund, warum sie nie verhaftet worden sei, gab sie an, dies könne möglicherweise damit zusammenhängen, dass sie um ihre Aktivitäten nie ein Geheimnis gemacht habe. Zu der Frage ihres Selbstverständnisses sowie dem Gegenwind, mit dem sie im Lauf ihrer Karriere konfrontiert war, meinte sie: „Es ist mir nicht so wichtig, was andere Leute sagen. Wenn du in dir spürst, dass du genauso wichtig bist wie die anderen, dann handele entsprechend. Mehr ist es gar nicht: Tue, was du tun musst. Wenn Leute Probleme machen wollen, tun sie das sowieso.“
Öffentlich geäußert hat sich Barbara Dane auch über das ihrer Meinung nach unmittelbar miteinander zusammenhängende Verhältnis von künstlerischer Ausdruckskraft und persönlicher Integrität. So konzentrierten sich viele Sängerinnen und Sänger zu sehr auf den Klang ihrer Stimmen – dabei sei es vor allem wichtig, Lieder auszuwählen, deren Themen einem wirklich am Herzen lägen. Als die Dinge, mit denen sie persönlich Hoffnungen verbinde, führte sie die Bewegung Black Lives Matter auf sowie die Diskussionen um einen demokratischen Sozialismus in den USA.
Die New York Times beschrieb ihr Ethos 2021 als ebenso antikapitalistisch wie anpassungsfähig. Bob Dylan charakterisierte sie und ihr Œuvre folgendermaßen: „Die Welt braucht mehr Menschen wie Barbara, jemanden, der bereit ist, seinem Gewissen zu folgen. Sie ist, wenn man es so nennen will, eine Heldin.“
Ihre heute wohl bekanntesten Stücke lassen sich mehrheitlich unter das Genre Folk subsumieren. Ein Großteil davon – etwa Songs wie Girl of Constant Sorrow, Nine Hundred Miles oder das ebenfalls von Joan Baez interpretierte Traditional Don’t Sing Love Songs (Silver Dagger) – ist auf der 1962 erschienenen LP When I Was a Young Girl mit enthalten. Eine ihrer bekanntesten Jazzsnummern ist das – in unterschiedlichen Varianten eingespielte und seinerzeit auch als Single veröffentlichte – Stück I’m on My Way.

Künstler und Musiker, mit denen Barbara Dane zusammenarbeitete
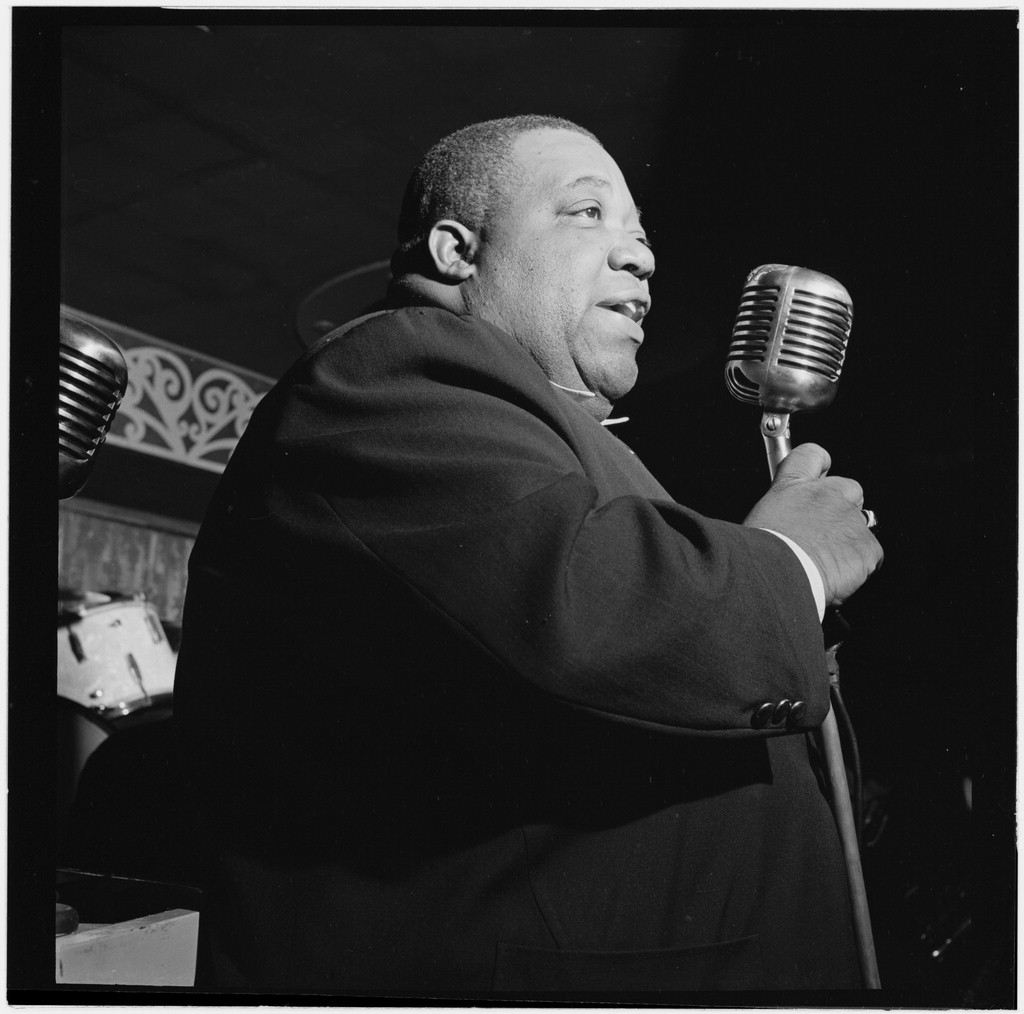
Jimmy Rushing
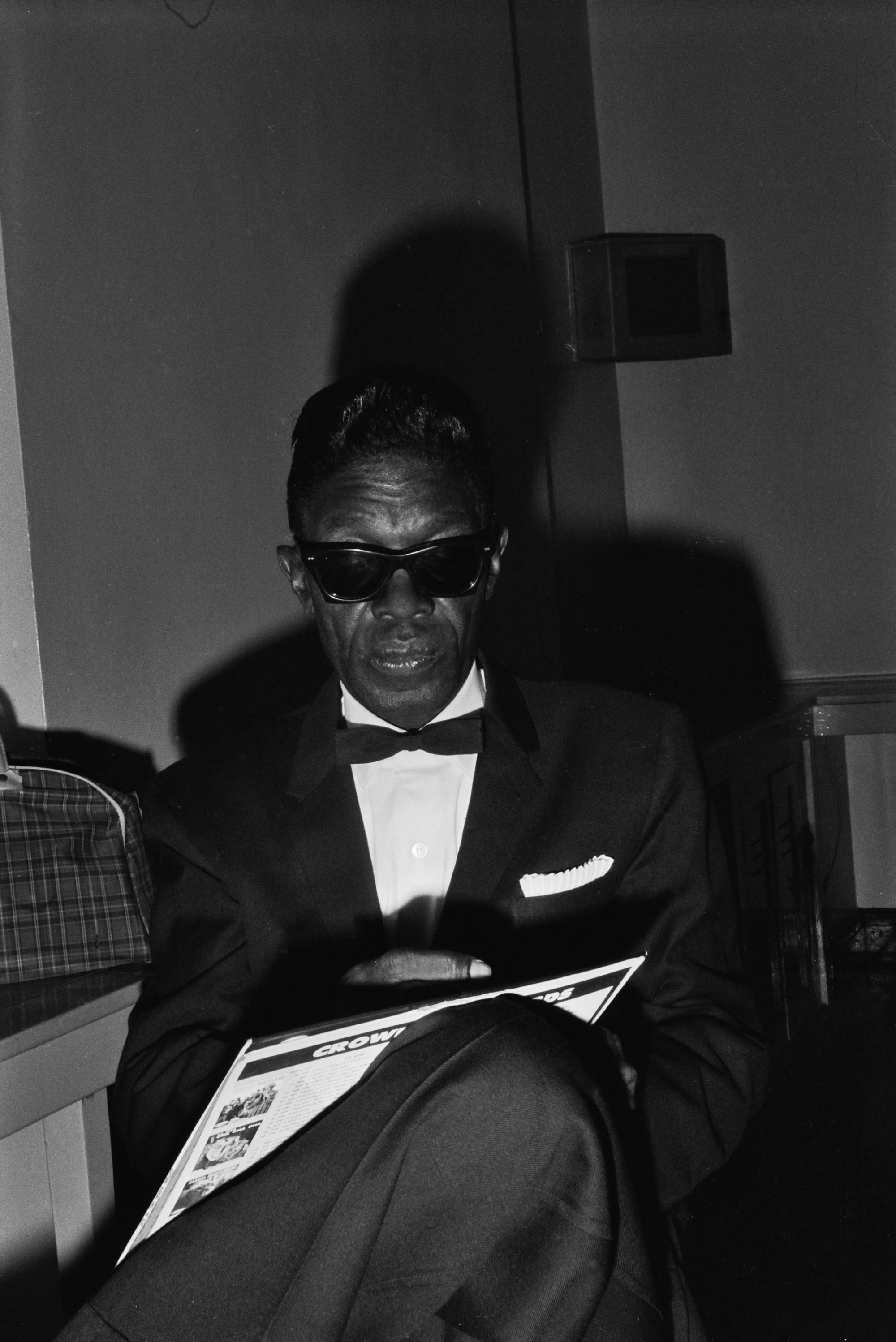
Lightnin' Hopkins
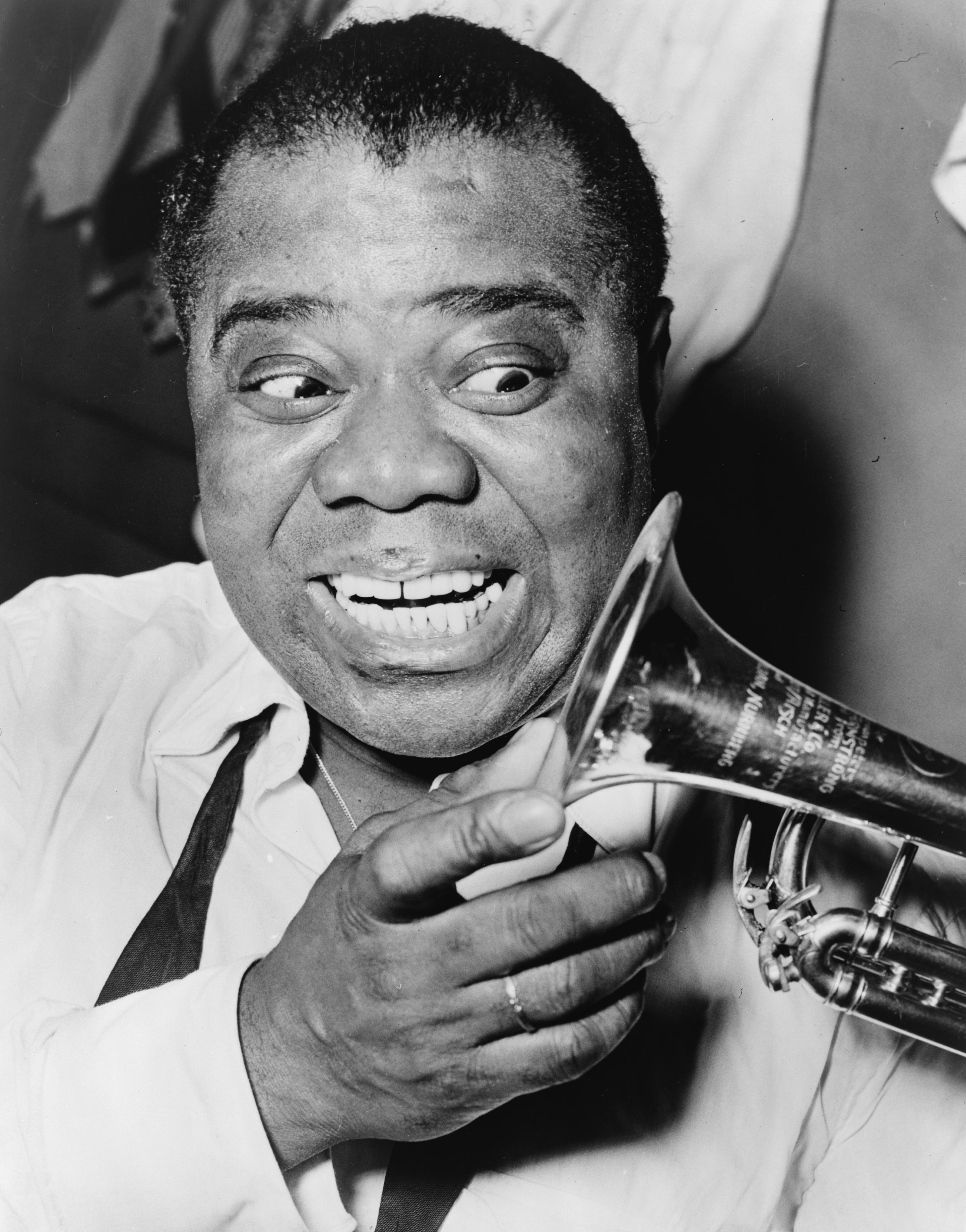
Louis Armstrong
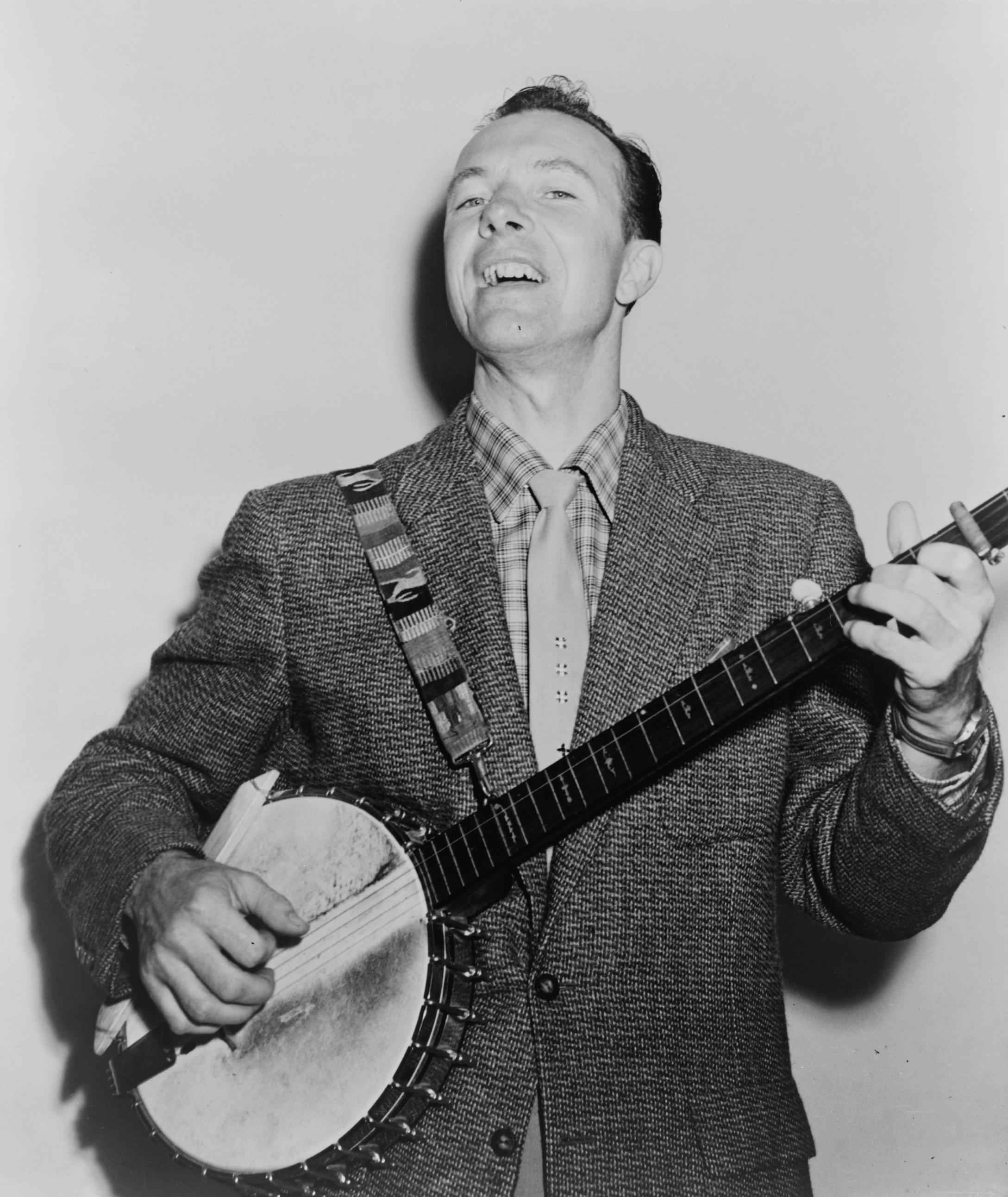
Pete Seeger
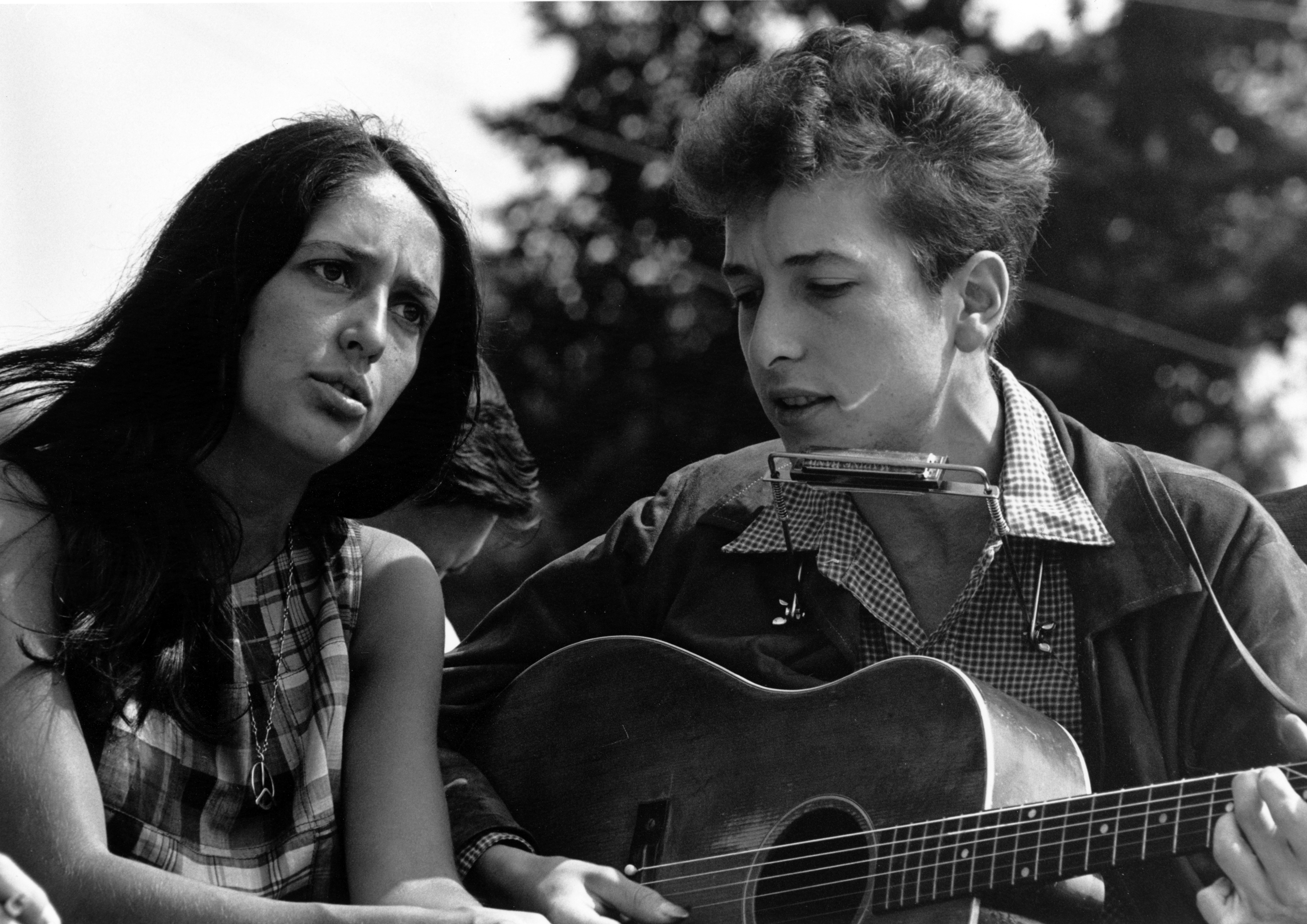
Joan Baez und Bob Dylan
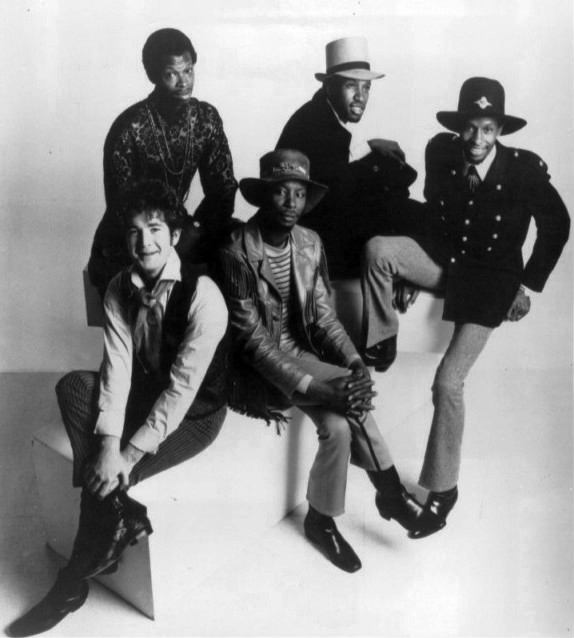
The Chambers Brothers
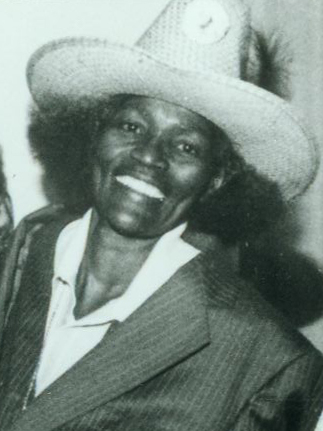
Big Mama Thornton
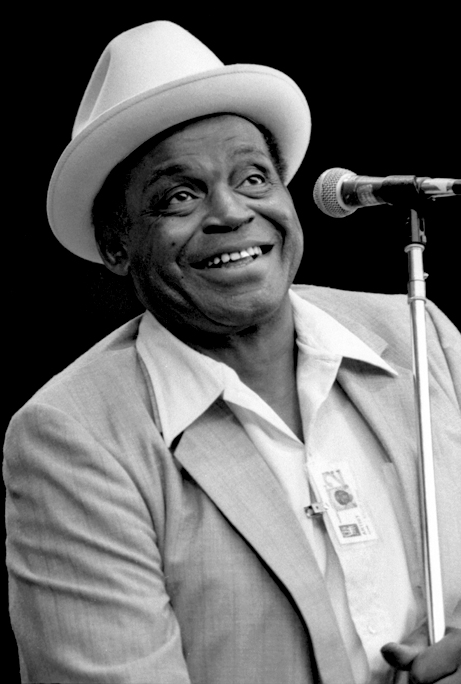
Willie Dixon
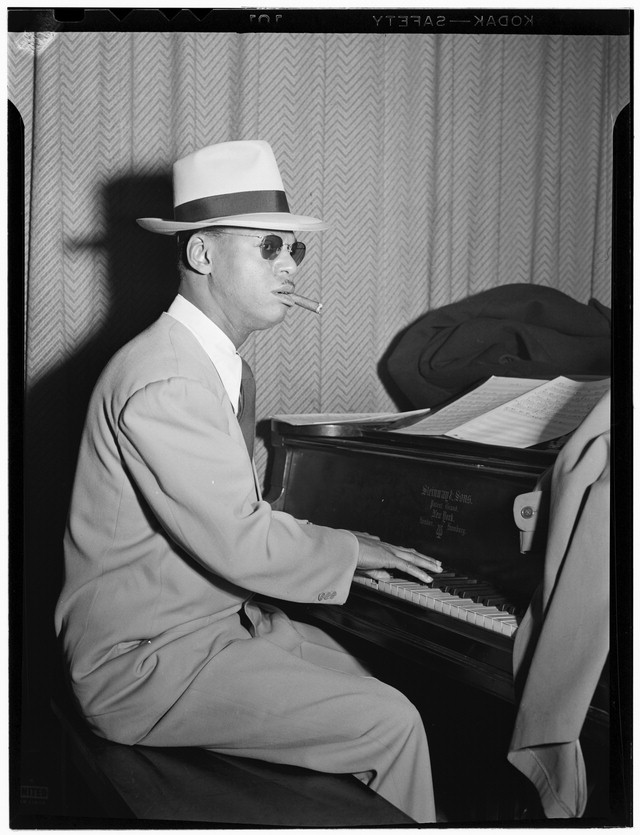
Earl Hines
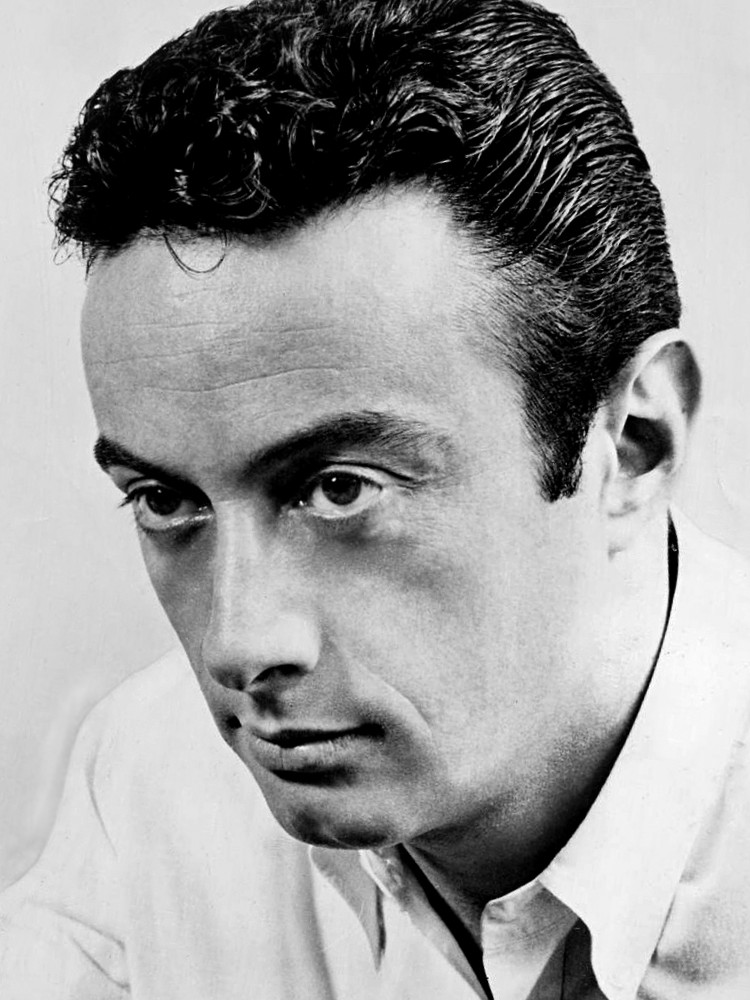
Lenny Bruce
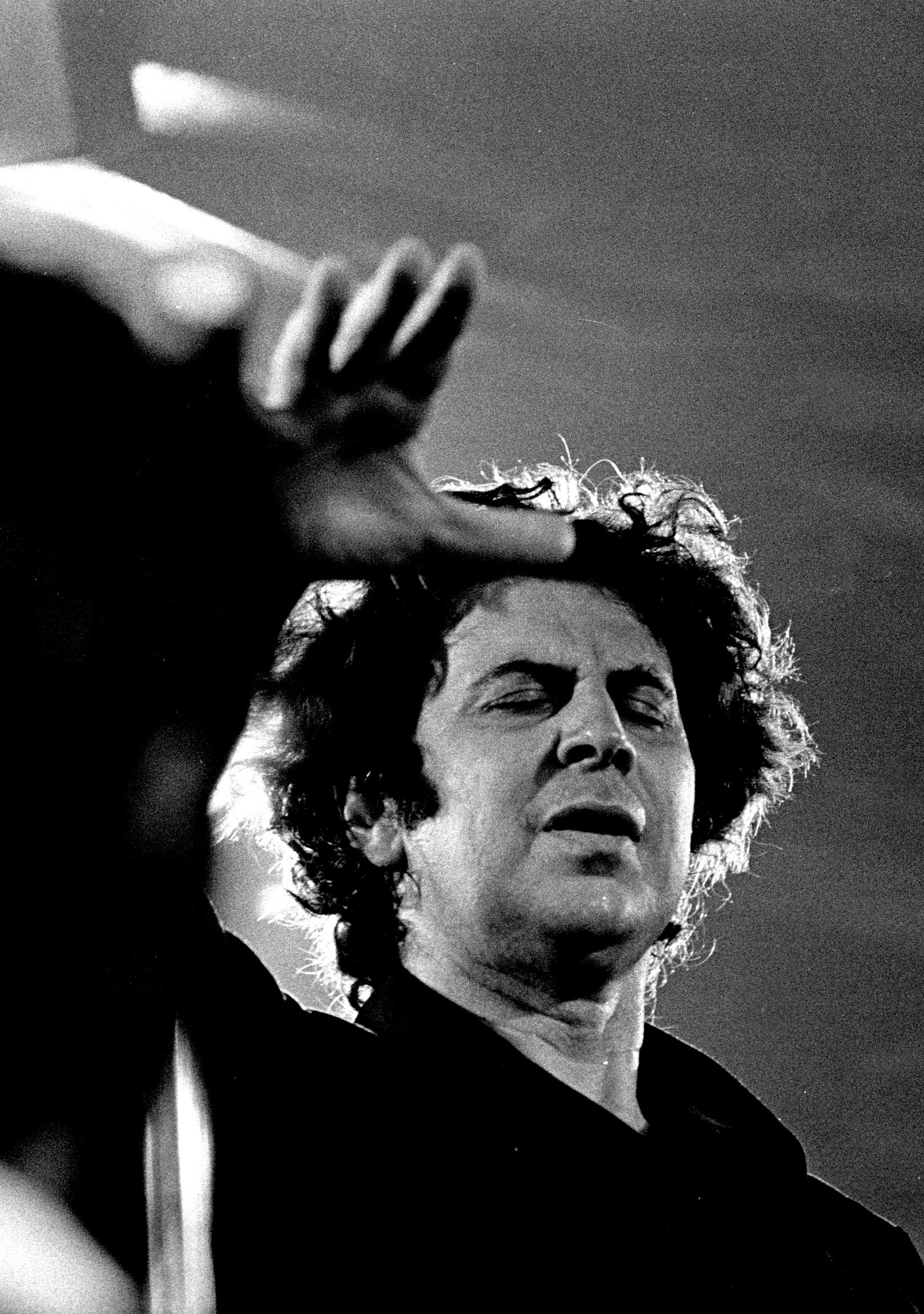
Mikis Theodorakis
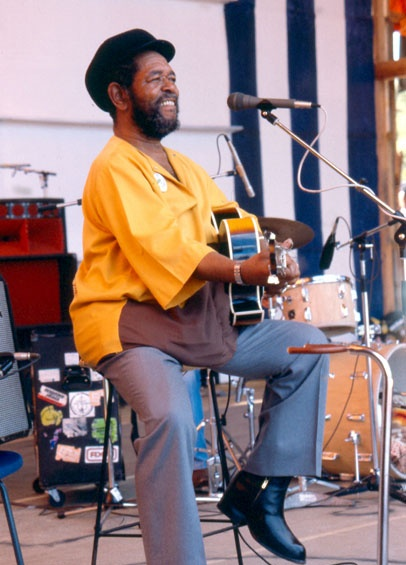
Brownie McGhee
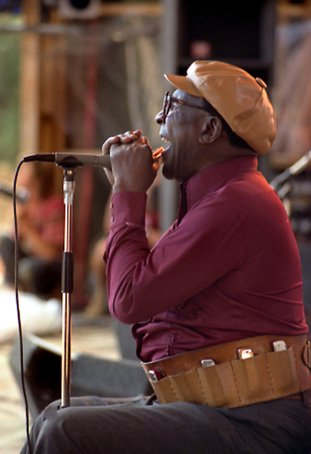
Sonny Terry

## Diskografie
- Trouble in Mind (San Francisco Records, Oktober 1957)
- A Night at the Ash Grove (World Pacific, 1958)
- Livin' With the Blues (Dot, 1959)
- On My Way (Capitol, 1962)
- When I Was a Young Girl (Horizon, 1962)
- Sings the Blues with 6 & 12 String Guitar (Folkways, 1964)
- Lightning Hopkins with His Brothers Joel and John Henry (Gastauftritt; Arhoolie, 1964 [1966])
- Barbara Dane and the Chambers Brothers (Folkways, 1966)
- FTA! Songs of the GI Resistance (Paredon, 1970)
- I Hate the Capitalist System (Paredon, 1973)
- When We Make It Through (Paredon, 1982)
- Sometimes I Believe She Loves Me with Lightnin’ Hopkins (Arhoolie, 1996)
- What Are You Gonna Do When There Ain't No Jazz? (GHB, 2002)
- Live! at the Ash Grove: New Years Eve 1961–62 (Dreadnaught, 2004)
- Throw It Away with Tammy Hall (Dreadnaught, 2016)
- Hot Jazz, Cool Blues & Hard-Hitting Songs (Smithsonian Folkways, 2018)

## Biografisches
- Barbara Dane: This Bell Still Rings. My Life of Defiance and Song (Autobiografie). Heyday, Berkeley CA 2022, ISBN 978-1-59714-581-7 (englisch)
- The 9 Lives of Barbara Dane. Dokumentarfilm. Regie: Maureen Gosling und Jed Riffe, Protesta Productions, 2023 (englisch)